# Kodeks bojovnika HVO Sarajevo
Poradi komunikacijske blokade u kojoj se našao hrvatski puk u glavnom gradu BiH tijekom rata, čelništvo Hrvatskog vijeća obrane Sarajevo je, kao političko-vojno tijelo, bilo prisiljeno samostalno osmisliti temeljne dokumente i nužno znakovlje potrebno za identificiranje bojovnika i materijalno-tehničkih potencijala. U tom su smislu sredinom 1992. godine izrađeni pečat, prepoznatljivi memorandum, registracijske pločice za vozila, akreditacije i Kodeks ponašanja bojovnika Hrvatskog vijeća obrane Sarajevo, koji donosimo u izvornom obliku: 
- 1. Pripadnikom / bojovnikom Hrvatskog vijeća obrane može postati svaki građanin grada Sarajeva
- 2. U redove HVO ulazi se dragovoljno
- 3. Temelj moralne snage bojovnika Hrvatskog vijeća obrane čini njegova odanost pravednoj stvari i idealima za koje se bori
- 4. U borbi za obranu dostojanstva, slobode, pravde i jednakosti pripadnik Hrvatskog vijeća obrane spreman je i svoj život položiti
- 5. Ulaskom u redove Hrvatskog vijeća obrane svaki bojovnik prihvaća pravila ponašanja i svoje osobne interese mora podrediti kolektivu
- 6. Bojovnik Hrvatskog vijeća obrane ima pravo i dužnost: 
  - braniti i čuvati neovisnost i suverenitet zajednice kojoj pripada
  - razvijati i učvršćivati domoljublje u domovini Herceg-Bosni
  - jačati unutarnju čvrstoću postrojbi Hrvatskog vijeća obrane
  - jačati vojničku stegu
- 7. Bojovnik Hrvatskog vijeća obrane pri izvršenju borbenih zadataka treba iskazati hrabrost, odgovornost i kolegijalnost, u svim se prilikama korektno odnositi prema svojim suborcima i građanskim licima
- 8. Ponašati se u duhu međunarodnog ratnog prava tijekom izvođenja borbenih zadataka
- 9. Dragovoljni pristup postrojbama Hrvatskog vijeća obrane prestaje onog trenutka kada se u njih uđe. Od tada pa sve dok se nalazi u postrojbama Hrvatskog vijeća obrane dragovoljnost prestaje i primjenjuju se pravila i zakoni na kojima se gradi svaka civilizirana vojska, pa prema tome i naša
- 10. Bojovnik Hrvatskog vijeća obrane je dužan izvršavati zapovijedi svojih po rangu nadređenih, izuzev u slučaju kada procijeni da zapovijed nije u duhu propisanih pravila našeg ili međunarodnog ratnog prava.